# Фінал чемпіонату Європи з футболу 1968
Фінал чемпіонату Європи з футболу 1968 — футбольний матч, у якому визначався переможець чемпіонату Європи з футболу 1968. Перший матч відбувся 8 червня 1968 року на стадіоні Олімпійському стадіоні у столиці Італії, місті Рим. У матчі зустрілися збірні Італії та Югославії. Гра завершилась з нічиєю 1:1. За регламентом турніру у випадку нічиєї призначався повторний матч: 10 червня на Олімпійському стадіоні у Римі італійці переграли югославів з рахунком 2:0

## Подробиці

### Матчі
| 8 червня 1968 |

| Італія        | 1 – 1 | Югославія |
| ------------- | ----- | --------- |
| Доменгіні 80' | Звіт  | Джаїч 39' |

| «Олімпіко» (Рим) Глядачів: 68 817 Арбітр: Готтфрід Дінст (Швейцарія) |

| Італія | Югославія |

| ВР                   | 22 | Діно Дзофф        |
| ЗХ                   | 5  | Тарчизіо Бурн'їч  |
| ЗХ                   | 10 | Джачінто Факкетті |
| ЗХ                   | 12 | Арістиде Гварнері |
| ЗХ                   | 7  | Ернесто Кастано   |
| ПЗ                   | 11 | Джорджо Ферріні   |
| НП                   | 9  | Анджело Доменгіні |
| ПЗ                   | 13 | Антоніо Юліано    |
| НП                   | 2  | П'єтро Анастазі   |
| ПЗ                   | 14 | Джованні Лодетті  |
| НП                   | 16 | П'єріно Праті     |
| Тренер:              |    |                   |
| Ферруччо Валькареджі |    |                   |

| ВР          | 1  | Ілія Пантелич     |
| ЗХ          | 2  | Мірсад Фазлагич   |
| ЗХ          | 3  | Мілан Дам'янович  |
| ПЗ          | 15 | Мирослав Павлович |
| ЗХ          | 5  | Благоє Паунович   |
| ЗХ          | 6  | Драган Гольцер    |
| ПЗ          | 7  | Ілія Петкович     |
| ПЗ          | 21 | Добривоє Тривич   |
| ПЗ          | 16 | Йован Ачимович    |
| НП          | 9  | Вахідін Мусемич   |
| НП          | 11 | Драган Джаїч      |
| Тренер:     |    |                   |
| Райко Мітич |    |                   |

| 10 червня 1968 |

| Італія                | 2 – 0 | Югославія |
| --------------------- | ----- | --------- |
| Ріва 12' Анастазі 31' | Звіт  |           |

| «Олімпіко» (Рим) Глядачів: 32 886 Арбітр: Хосе Марія Ортіс (Іспанія) |

| Італія | Югославія |

| ВР                   | 22 | Діно Дзофф         |
| ЗХ                   | 5  | Тарчизіо Бурн'їч   |
| ЗХ                   | 10 | Джачінто Факкетті  |
| ЗХ                   | 12 | Арістиде Гварнері  |
| ЗХ                   | 19 | Роберто Розато     |
| ПЗ                   | 20 | Сандро Сальвадоре  |
| НП                   | 9  | Анджело Доменгіні  |
| ПЗ                   | 15 | Сандро Маццола     |
| НП                   | 2  | П'єтро Анастазі    |
| ПЗ                   | 8  | Джанкарло Де Сісті |
| НП                   | 17 | Луїджі Ріва        |
| Тренер:              |    |                    |
| Ферруччо Валькареджі |    |                    |

| ВР          | 1  | Ілія Пантелич     |
| ЗХ          | 2  | Мирсад Фазлагич   |
| ЗХ          | 3  | Мілан Дам'янович  |
| ПЗ          | 15 | Мирослав Павлович |
| ЗХ          | 5  | Благоє Паунович   |
| ЗХ          | 6  | Драган Гольцер    |
| Нп          | 22 | Ідріз Гошич       |
| ПЗ          | 21 | Добривоє Тривич   |
| ПЗ          | 16 | Йован Ачимович    |
| НП          | 9  | Вахідін Мусемич   |
| НП          | 11 | Драган Джаїч      |
| Тренер:     |    |                   |
| Райко Митич |    |                   |